# Hypocrea lenta
Hypocrea lenta är en svampart som först beskrevs av Tode, och fick sitt nu gällande namn av Miles Joseph Berkeley 1873. Hypocrea lenta ingår i släktet svampdynor och familjen Hypocreaceae.   Inga underarter finns listade i Catalogue of Life.